# Jedidja (Name)
Jedidja ist ein männlicher Vorname, der auch bei Frauen Verwendung findet.

## Herkunft und Bedeutung
Der Name Jedidja, hebräisch יְדִידְיָהּ jədîdjāh setzt sich aus den Elementen יָדִיד jādîd „Geliebter“, „Freund“, „lieblich“ und dem Gottesnamen יהוה jhwh zusammen und bedeutet „Geliebter JHWHs“, „Freund JHWHs“
In der Bibel erhält König Salomo den Namen kurz nach seiner Geburt vom Propheten Natan (2 Sam 12,25 ).

## Verbreitung
Der Name Jedidja war in den „Richtlinien über die Führung von Vornamen“, aus denen zur Zeit des dritten Reiches jüdische Bürger gemäß § 1 der „Zweiten Verordnung zur Durchführung des Gesetzes über die Änderung von Familiennamen und Vornamen“ vom 17. August 1938 die Vornamen wählen mussten, als jüdischer Name aufgeführt.
In den Niederlanden wird Jedidja vor allem seit den 1980er Jahren gelegentlich vergeben. Dabei erhalten mehr Frauen als Männer diesen Namen. Besonders häufig wurde er im Jahr 2008 vergeben.
In Israel dagegen wird der Name fast ausschließlich von Männern getragen.

## Varianten
- Altgriechisch: Ιδεδει Idedei
- Arabisch: يَدِيدِيَّا yadīdyaʾ
- Bulgarisch: Едидия Edidija, Иедидия Iedidija, Йедидия Jedidija
- Deutsch: Jedidjah
- Englisch: Jedidiah, Jedediah
  - Diminutiv: Jed
- Französisch: Yedidya
- Hebräisch: יְדִידְיָהּ jədîdjāh
  - Alternative Transkriptionen: Yedidya, Yedidyah, Yedidia
- Italienisch: Iedidia
  - Latein: Iddidia
- Persisch: يديديا yedīdīaʾ
- Portugiesisch: Jedidias
- Rumänisch: Iedidia
- Russisch: Иедидия Edidija, Jedidija
- Schwedisch: Jedidjah
- Spanisch: Jedidías
- Tschechisch: Jedidiah, Jedidiáš
- Türkisch: Yedidyah
- Ukrainisch: Ідеді Idedi
- Ungarisch: Jedidjának

## Namensträger
- Jedidja, Zweit- bzw. Alternativname von König Salomo
- Jedidja Ja’ari (* 1947), israelischer Konteradmiral, 16. Befehlshaber der Israelischen Marine